# Хоботорилі
Хоботорилі (Mastacembelidae) — родина костистих риб ряду Злитнозяброподібні (Synbranchiformes).

## Поширення
Представники цієї родини (близько 50 видів) населяють прісні і солонуваті води Тропічної Африки, Індії і Південно-Східної Азії, де північна межа ареалу доходить до Пекіна.

## Опис
Хоботорилі характеризуються довгим, вугреподібним тілом з дрібною лускою і редукованими черевними плавцями, закритим плавальним міхуром, а також витягнутим рилом, що закінчується рухомим хоботком з нюховими ямками. У макрогнатусів непарні плавці розділені, тоді як у мастацембелусів вони зазвичай зливаються один з одним.

## Спосіб життя
Хоботорили тримаються переважно в спокійних заводях річок і озер з мулистим або піщаним дном, густо зарослим водною рослинністю. Це типово нічні риби, вдень вони ховаються в заростях під корчами і каменями або ж закопуються в ґрунт. Багато видів зариваються цілком, виставивши назовні тільки очі і хоботок, увінчаний чуйними ніздряними трубочками. При цьому риби залишаються весь час насторожі, постійно поводячи хоботком, що грає роль нюхового локатора, і спостерігають за всім, що відбувається навколо. З настанням сутінків вони виходять на полювання, харчуючись в основному бентосними організмами, не гребують і планктонними формами, а великі види поїдають личинок і мальків риб, а також і дрібних крабів.

## Види
- Macrognathus Lacépède, 1800
  - Macrognathus aculeatus

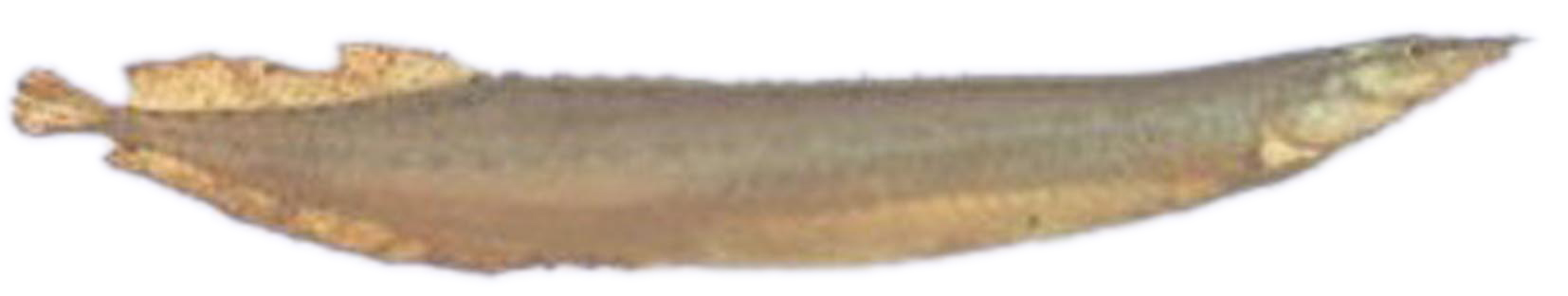
Macrognathus aral

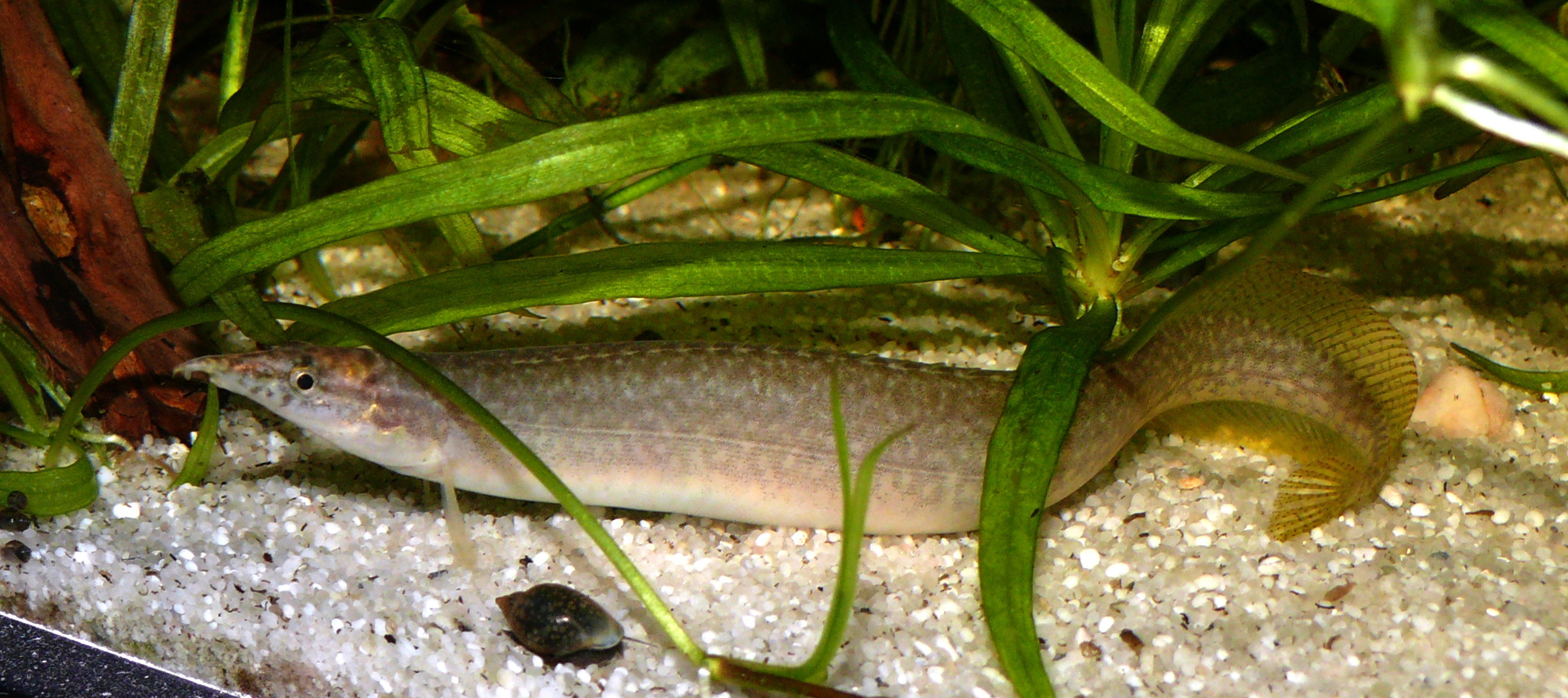
(Macrognathus pancalus)

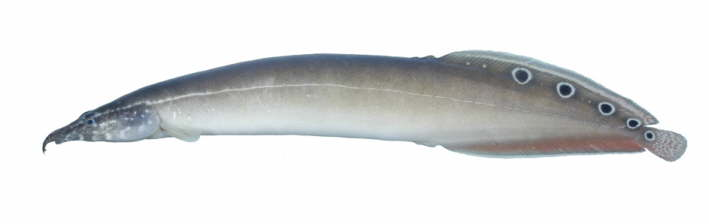
(Macrognathus siamensis)

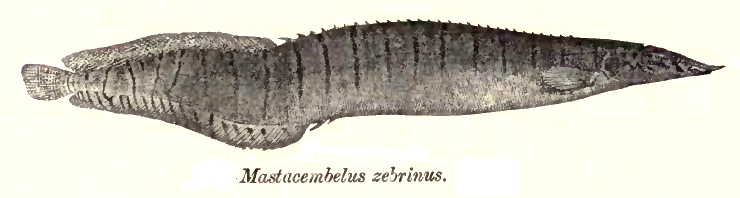
(Macrognathus zebrinus)

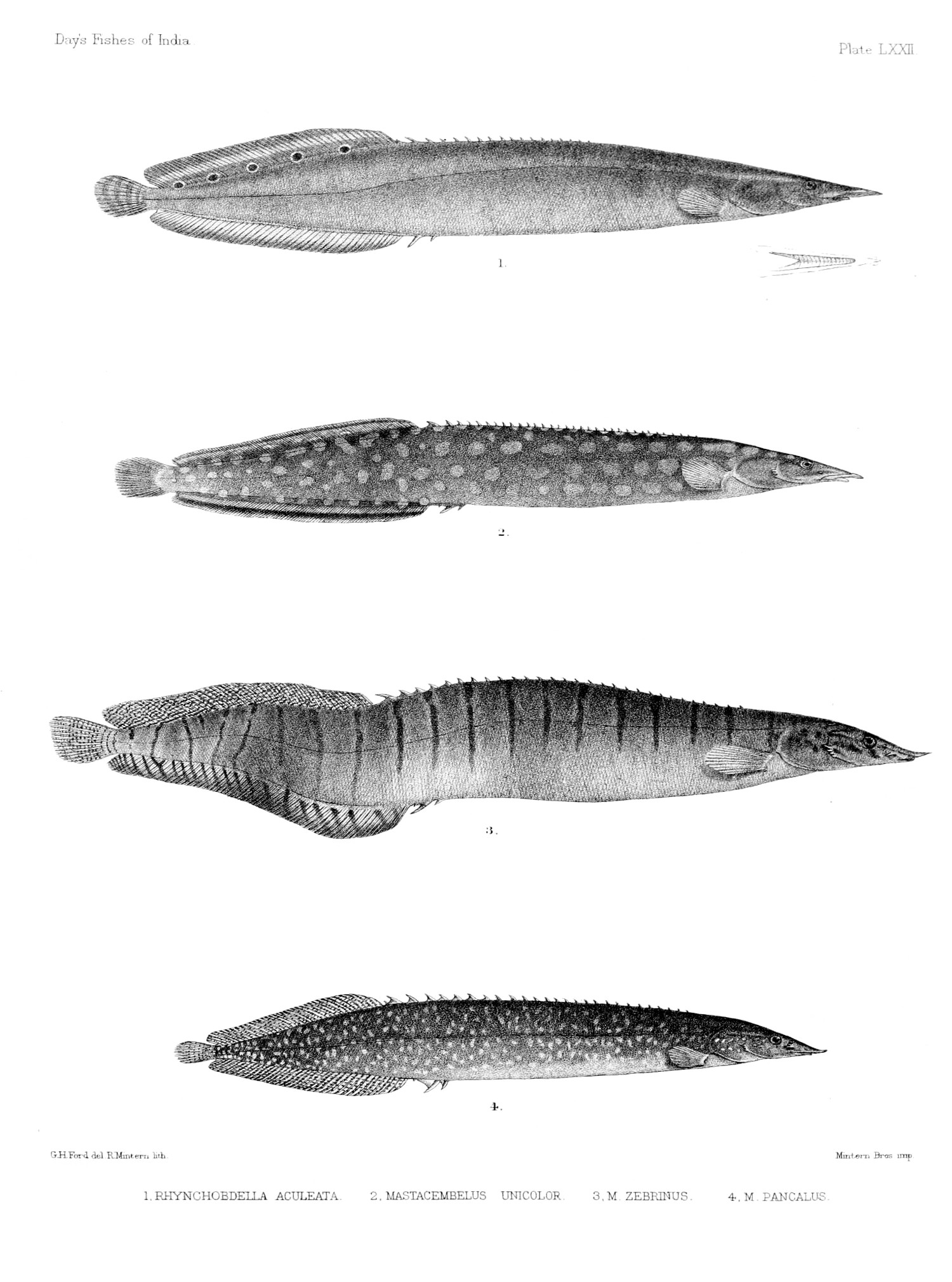
Macrognathus aculeatus,
Mastacembelus unicolor,
Mastacembelus zebrinus,
Mastacembelus pancalus.

  - Macrognathus albus Plamoottil & Abraham, 2014
  - Macrognathus aral
  - Macrognathus aureus Britz, 2010
  - Macrognathus caudiocellatus
  - Macrognathus circumcinctus
  - Macrognathus dorsiocellatus
  - Macrognathus fasciatus Plamoottil & Abraham, 2014
  - Macrognathus guentheri
  - Macrognathus keithi
  - Macrognathus lineatomaculatus Britz, 2010
  - Macrognathus maculatus
  - Macrognathus malabaricus
  - Macrognathus meklongensis
  - Macrognathus morehensis
  - Macrognathus obscurus Britz, 2010
  - Macrognathus pancalus Hamilton, 1822
  - Macrognathus pavo Britz, 2010
  - Macrognathus pentophthalmos (Gronow, in Gray, 1854)
  - Macrognathus semiocellatus
  - Macrognathus siamensis
  - Macrognathus taeniagaster
  - Macrognathus tapirus
  - Macrognathus zebrinus
- Sinobdella Kottelat & Lim, 1994
  - Sinobdella sinensis (Bleeker, 1870)
- Mastacembelus Scopoli, 1777 (Syn: Aethiomastacembelus, Caecomastacembelus)
  - Азійські види
    - Mastacembelus alboguttatus Boulenger, 1893
    - Mastacembelus armatus (Lacépède, 1800)
    - Mastacembelus dayi Boulenger, 1912
    - Mastacembelus dienbienensis Nguyen & Nguyen, 2005
    - Mastacembelus erythrotaenia Bleeker, 1850
    - Mastacembelus favus Hora, 1924
    - Mastacembelus mastacembelus (Banks & Solander, 1794)
    - Mastacembelus notophthalmus Roberts, 1989
    - Mastacembelus oatesii Boulenger, 1893
    - Mastacembelus strigiventus Zhou & Yang, 2011
    - Mastacembelus thacbaensis Nguyen & Nguyen, 2005
    - Mastacembelus tinwini Britz, 2007
    - Mastacembelus triolobus Zhou & Yang, 2011
    - Mastacembelus undulatus (McClelland, 1844)
    - Mastacembelus unicolor Cuvier, 1832

  - Африканські види
    - Mastacembelus ansorgii Boulenger, 1905
    - Mastacembelus apectoralis Brown, Britz, Bills, Rüber & Day, 2011
    - Mastacembelus aviceps Roberts & Stewart, 1976
    - Mastacembelus batesii Boulenger, 1911
    - Mastacembelus brachyrhinus Boulenger, 1899
    - Mastacembelus brevicauda Boulenger, 1911
    - Mastacembelus brichardi (Poll, 1958)
    - Mastacembelus catchpolei Fowler, 1936
    - Mastacembelus congicus Boulenger, 1896
    - Mastacembelus crassus Roberts & Stewart, 1976
    - Mastacembelus cryptacanthus Günther, 1867
    - Mastacembelus decorsei Pellegrin, 1919
    - Mastacembelus goro Boulenger, 1902
    - Mastacembelus greshoffi Boulenger, 1901
    - Mastacembelus kakrimensis Vreven & Teugels, 2005
    - Mastacembelus latens Roberts & Stewart, 1976
    - Mastacembelus liberiensis Boulenger, 1898
    - Mastacembelus loennbergii Boulenger, 1898Mastacembelus loennbergi

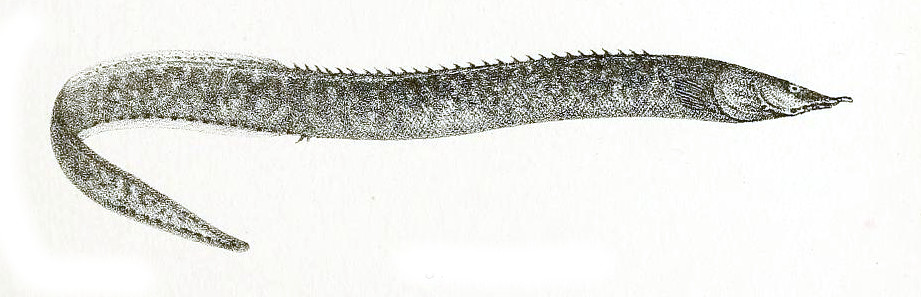
Mastacembelus loennbergi

    - Mastacembelus marchei Sauvage, 1879
    - Mastacembelus marmoratus Perugia, 1892
    - Mastacembelus moeruensis Boulenger, 1914
    - Mastacembelus niger Sauvage, 1879
    - Mastacembelus nigromarginatus Boulenger, 1898
    - Mastacembelus paucispinis Boulenger, 1899Mastacembelus paucispinis

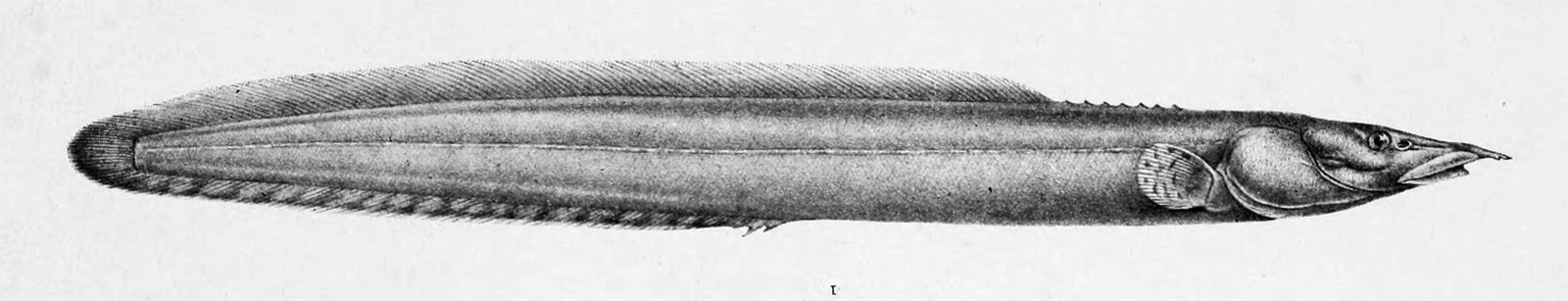
Mastacembelus paucispinis

    - Mastacembelus praensis (Travers, 1992)
    - Mastacembelus robertsi (Vreven & Teugels, 1996)
    - Mastacembelus sanagali Thys van den Audenaerde, 1972
    - Mastacembelus sclateri Boulenger, 1903Mastacembulus sclateri

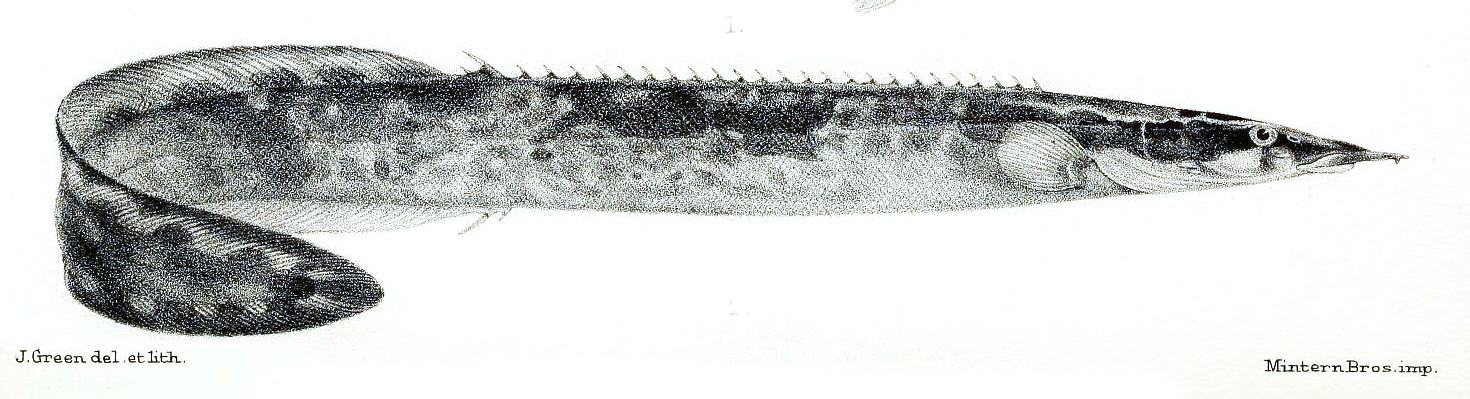
Mastacembulus sclateri

    - Mastacembelus seiteri Thys van den Audenaerde, 1972
    - Mastacembelus sexdecimspinus (Roberts & Travers, 1986)
    - Mastacembelus shiloangoensis (Vreven, 2004)
    - Mastacembelus signatus Boulenger, 1905
    - Mastacembelus simbi Vreven & Stiassny, 2009
    - Mastacembelus taiaensis (Travers, 1992)
    - Mastacembelus traversi (Vreven & Teugels, 1997)Mastacembelus ellipsiferMastacembelus flavidus

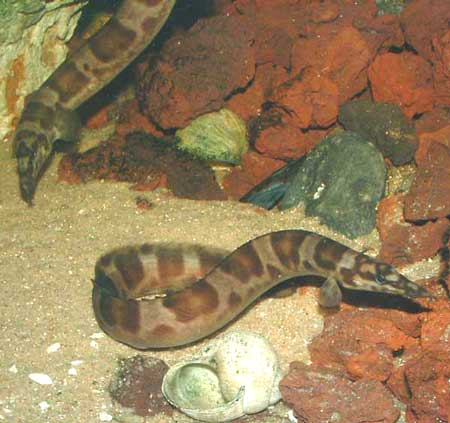
Mastacembelus ellipsifer

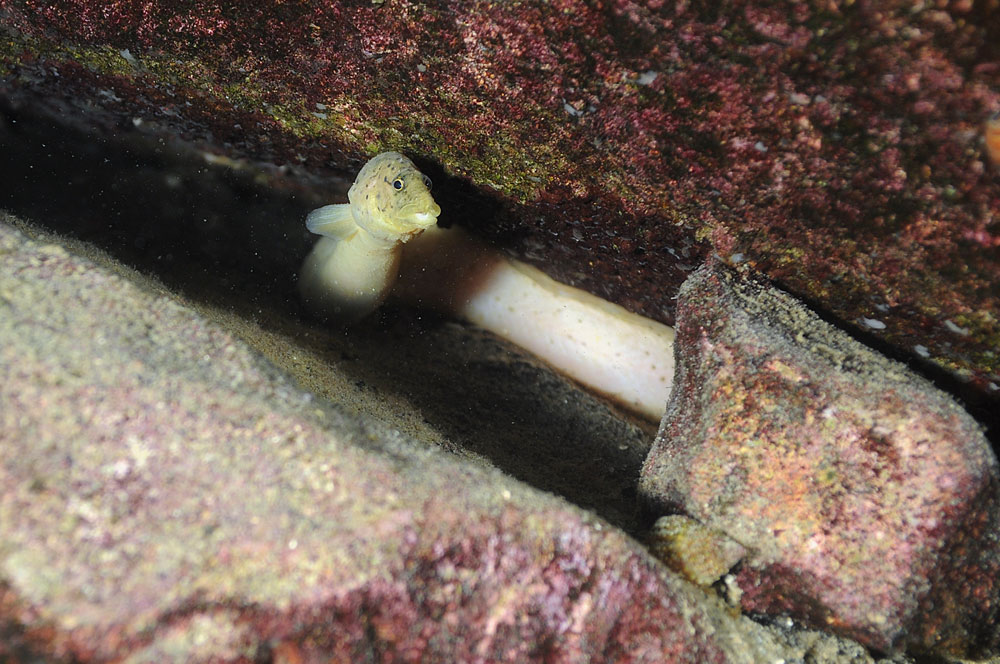
Mastacembelus flavidus

    - Mastacembelus trispinosus Steindachner, 1911
    - Mastacembelus ubangensis Boulenger, 1911
    - Східна та Південна Африка
      - Mastacembelus frenatus Boulenger, 1901
      - Mastacembelus shiranus Günther, 1896
      - Mastacembelus stappersii Boulenger, 1914
      - Mastacembelus vanderwaali Skelton, 1976
      - Ендеміки озера Танганьїка
        - Mastacembelus albomaculatus Poll, 1953
        - Mastacembelus cunningtoni Boulenger, 1906
        - Mastacembelus ellipsifer Boulenger, 1899
        - Mastacembelus flavidus Matthes, 1962
        - Mastacembelus micropectus Matthes, 1962
        - Mastacembelus mooriiBoulenger, 1898Mastacembelus moorii)

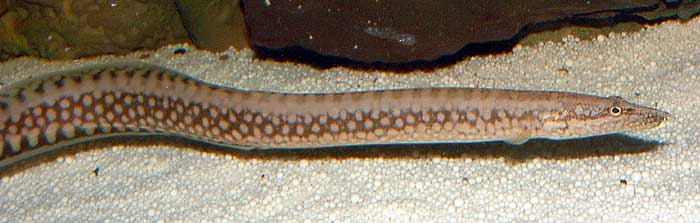
Mastacembelus moorii)

        - Mastacembelus ophidium Günther, 1894
        - Mastacembelus plagiostomus Matthes, 1962
        - Mastacembelus platysoma Poll & Matthes, 1962
        - Mastacembelus polli Vreven, 2005
        - Mastacembelus reygeli Vreven & Snoeks, 2009
        - Mastacembelus tanganicae Günther, 1894
        - Mastacembelus zebratus Matthes, 1962